# Lugal

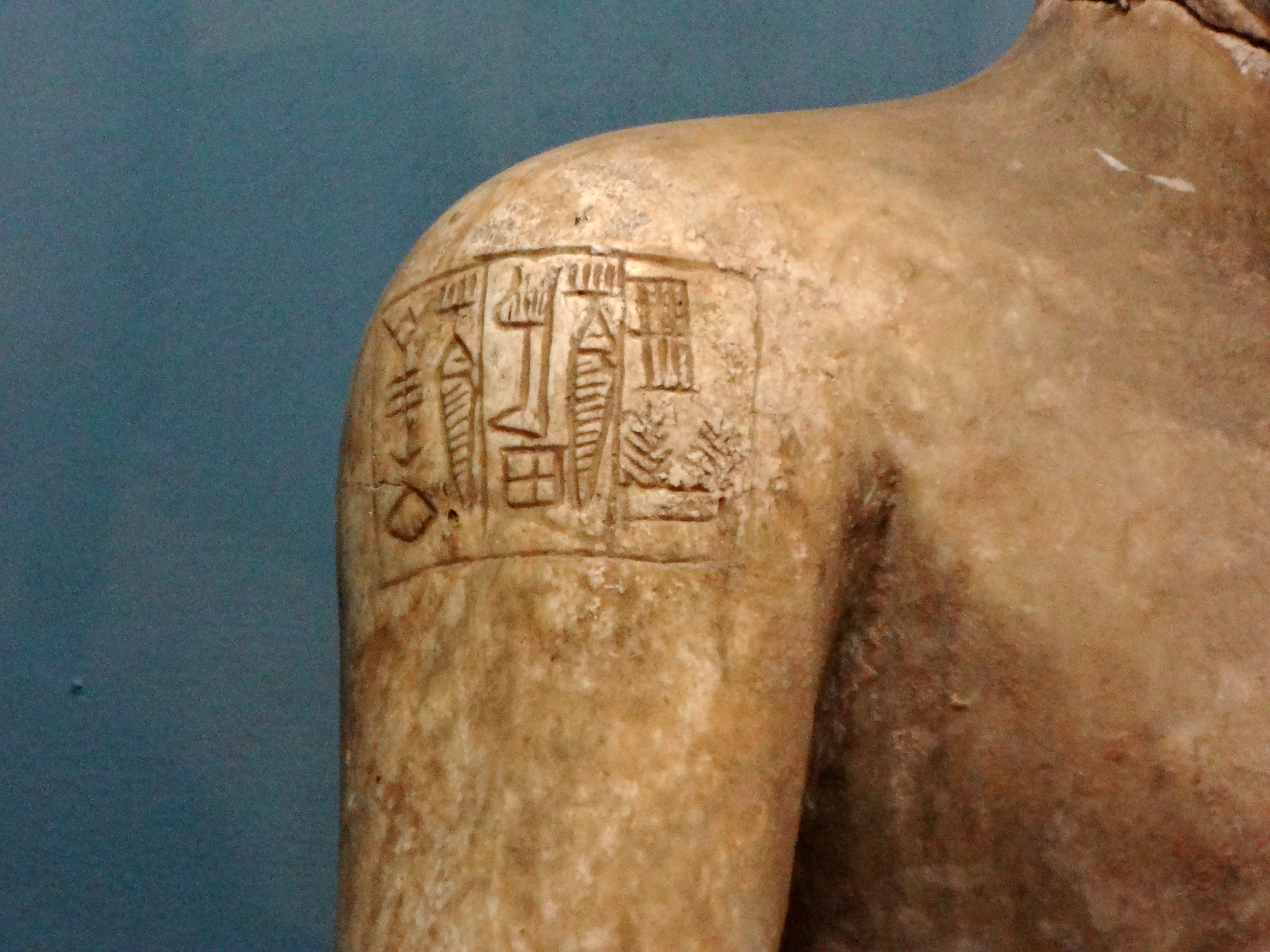
Detail der sumerischen Statue von Lugal-dalu, König von Adab - wie in der Inschrift aus der Mitte des 3. Jahrtausends v. Chr. angegeben, Inschrift mit dem sumerischen Keilschriftzeichen lugal

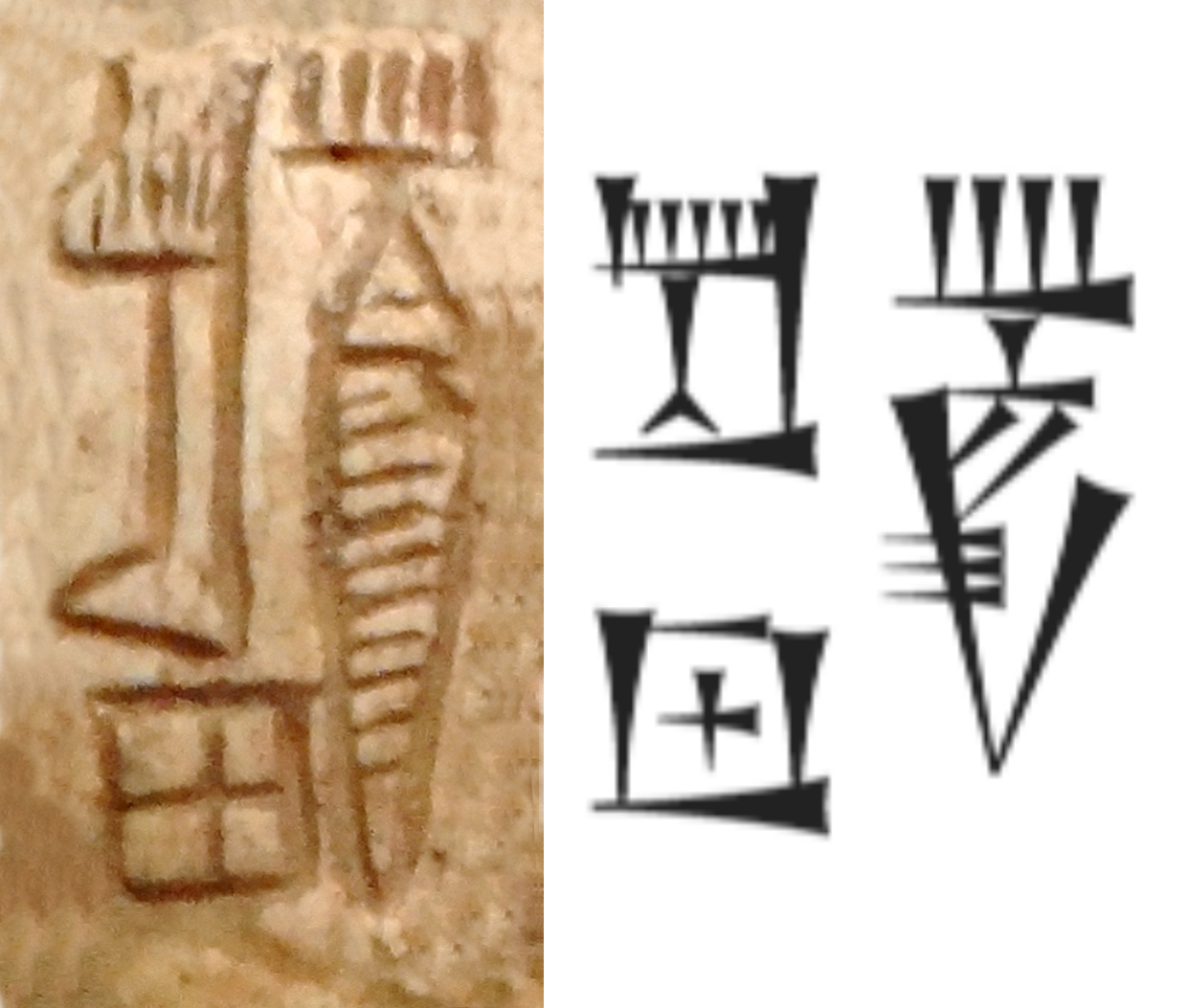
Der Name „Lugal-dalu“ (𒈗𒁕𒇻) senkrecht in der Inschrift, mit seiner Wiedergabe in standardisierter frühsumero-akkadischer Keilschrift

Lugal bzw. Lu.Gal (sumerisch 𒈗 ‚Großer Mann‘, ‚Großer Mensch‘) ist die sumerische Bezeichnung des Königs.
Der Lugal bekleidete ursprünglich das zweithöchsteDetail der sumerischen Statue von Lugal-dalu, König von Adab - wie in der Inschrift aus der Mitte des 3. Jahrtausends v. Chr. angegeben, Inschrift mit dem sumerischen Keilschriftzeichen lugal sumerische Amt und war dem En unterstellt. Er vollzog die „göttlichen Anweisungen“ des En und leitete die Region bzw. das jeweilige Land. Des Weiteren stand er dem Ensi vor, der für die Regierung der Stadt verantwortlich zeichnete.
Der Titel ist erstmals in Kiš und Ur im Zusammenhang mit Etana belegt. Der Rangunterschied der Ämter En und Lugal wird durch ein Zitat des Lugal Lugal-kiniše-dudu Anfang des 24. Jahrhunderts v. Chr. deutlich:

„Ich übe das Entum über Uruk und das Nam Lugal (Königtum) in Ur aus“

Der Lugal nahm bei kultischen Veranstaltungen eine beobachtende Position ein, welche vom Ensi der jeweiligen Stadt geleitet wurden. Bei zu vollziehenden Ritualen wurde der Lugal vom Ensi aus seiner passiven Rolle gelöst und aktiv in das Geschehen eingebunden. Gut zu erkennen ist eine solche Szene auf der Reliefplatte des Lugal Ur-Nanše von Lagaš, auf welcher er symbolisch den Tragekorb auf dem Kopf in das Heiligtum transportiert.
Der Titel Lugal entsprach in der akkadischen Sprache dem Titel Šarrum.